# لاهوت نسوي

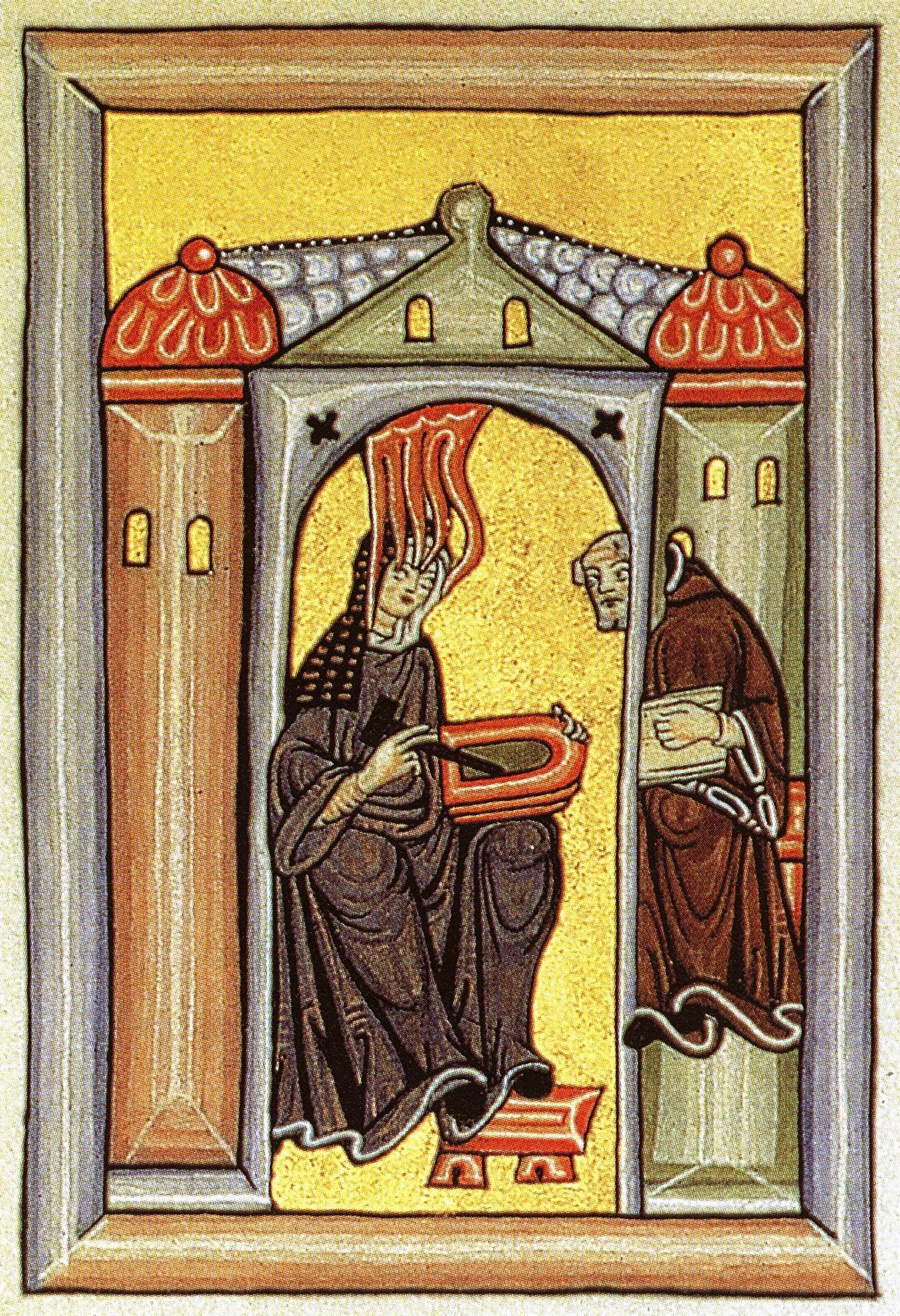

اللاهوت النسوي هو حركةٌ موجودةٌ في العديد من الأديان، مثل البوذية والمسيحية واليهودية وحركة الفكر الجديد، بهدف إعادة النظر في تقاليد هذه الديانات وممارساتها وكتاباتها وعقائدها من وجهة نظر نسوية. تتمثل بعض أهداف اللاهوت النسوي في زيادة دور المرأة بين السلطات الدينية ورجال الدين، وإعادة تفسير التصورات والخطاب المحتكر من قبل الذكور حول الله، وتحديد مكانة المرأة فيما يتعلق بحياتها المهنية ومهام الأمومة، ودراسة صور النساء في النصوص المقدسة وفي الأديان الأمومية.

## المنهجية المتبعة

### تطور اللاهوت النسوي
على الرغم من عدم وجود تاريخٍ محددٍ لتحديد بداية هذه الحركة، فإنه من الممكن إرجاع أصولها إلى مقال كتبته فاليري سايفينج (جولدشتاين) في ستينيات القرن العشرين بعنوان «الوضع الإنساني: نظرة أنثوية». تمثل عملها في بيان كيف أن اللاهوت على مر السنين قد كتبه الرجال ليخدم مصلحة الرجال مكرسًا الأنظمة الأبوية التي تضهد النساء، وقد عملت على تفكيك ذلك باستخدام وجهات نظر حديثة. بعد نشر أعمال فاليري سايفينج، تبنى العديد من الباحثين أفكارها وزادوا عليها بالتفصيل والتوضيح، ما أدى إلى تدعيم بناء حركة اللاهوت النسوي. وفقًا لغرينز وأولسون، فإن اللاهوت النسوي يقوم على ثلاثة مراحل، تتلخص الأولى في انتقاد معاملة النساء في الماضي، والثانية في تحديد نصوص توراتية /دينية بديلة تدعم الأيديولوجية النسوية، والثالثة في المطالبة باللاهوت الذي يلتزم بهذه المعايير، تحت راية الإصلاح، أو إعادة النظر، أو النسخ والإبطال. كما ذكرت غرينز وأولسون أيضًا، بينما تتفق جميع النسويات على وجود خللٍ ما في ذلك النسق، فهناك خلافٌ حول مدى استعداد النساء لدعم مُثُلٍ عليا خارج التقاليد المسيحية والكتاب المقدس وتبنيها. ويعد ذلك مهمًا للغاية عندما يتعلق اللاهوت النسوي بالأديان الأخرى أو بالصلات الروحانية خارج العقيدة المسيحية.

### علم الآثار وأديان ما قبل التاريخ
يدافع بعض الأموميين المعاصرين عن أسبقية «الإلهة الكبرى» في وجودها بالنسبة للأديان التوحيدية أو شبه التوحيدية، وذلك في نسخة أنثوية سابقة أو مناظرة للإله الإبراهيمي المرتبط بالنشوء التاريخي لأديان التوحيد في منطقة البحر المتوسط في العصور المحورية.
الطبيعة الأم (التي تعرف أحيانا باسم الأرض الأم) هي تمثيل شائع للطبيعة بتجسيدها في صورة الأم، وذلك من أجل التركيز على سمات العطاء والرعاية التي تتحلى بها الطبيعة. صور المرأة التي تمثل الأرض الأم، والطبيعة الأم، شائعة عبر الزمن. ففي عصور ما قبل التاريخ، عُبدت الإلهات لارتباطها بالخصوبة والعطاء الزراعي. سيطرت الكاهنات على جوانب من الديانات الإنكانية والآشورية والبابلية والسلافية والرومانية واليونانية والهندية والإيروكية في آلاف السنين قبل نشأة الديانات الأبوية.

### الجندر والإله
قد يلتزم آخرون ممن يمارسون الروحانية النسوية بإعادة تفسير التقاليد التوحيدية الغربية. وفي تلك الحالات، فإن فكرة أن يكون الله إلها مذكرًا مرفوضة، ولا يشار إلى الله باستخدام الخطاب المذكر. وقد تعترض الروحانية النسوية أيضاً على صور الله التي يرون فيها شيئا من السلطوية، أو الأبوية، أو التأديبية، وتؤكد بدلاً من ذلك على السمات «الأمومية» مثل التربية، والقبول، والإبداع.
كارول كريست مؤلفة مقال «لماذا تحتاج المرأة إلى الإلهة» الذي أعيد طبعه على نطاق واسع، تناصر مفهوم وجود دين قديم لإلهة عليا. قُدمت هذه المقالة خطابًا رئيسًا أمام جمهور يزيد عن 500 شخص في مؤتمر «إعادة ظهور آلهة عظيمة» في جامعة سانتا كروز في ربيع عام 1978، ونُشر أول مرة في إصدار مجلة «هريسيس: الإلهة العظيمة» لعام 1978 صـ 8-13. شاركت كارول ب. كريست أيضًا في تحرير مختارات أدبية للدين النسوي الكلاسيكي، مثل نسج الرؤى: أنماط جديدة في الروحانية النسوية (1989)، تنامي الروح الأنثوية (1979/1989)؛ وقد شملت الأخيرة هذه مقالها لماذا تحتاج المرأة إلى الإلهة.

### حركة الفكر الجديد
لم يكن الفكر الجديد حركةً ذات أصل واحد، بل كان مدفوعًا بعدد من المفكرين والفلاسفة الروحانيين، وبرز من خلال مجموعة متنوعة من الطوائف الدينية والكنائس، وخاصة كنيسة الوحدة، وحركة العلم الديني، وكنيسة العلوم الإلهية. وقد كانت حركة نسوية؛ إذ كان معظم معلميها وطلابها من النساء، ومن أبرز مؤسسي الحركة إيما كورتيس هوبكينز المعروفة باسم «سيدة المعلمين»، وميرتل فيلمور، وماليندا كريمر، ونونا إل بروكس، بالإضافة إلى  كنائسها ومراكزها المجتمعية التي تقودها النساء منذ عام 1880 إلى اليوم.

## داخل أديان محددة

### المسيحية
النسوية في الدين المسيحي تسعى إلى تعزيز وفهم المساواة في ما بين الرجل والمرأة من خلال الاخلاقية و الاجتماعية و الروحيًا وعلى صعيد القيادة من منظور نسوي مسيحي. تجادل النسويات المسيحيات بأن مساهمات النساء والإقرار بقيمة المرأة، يُعد شيئًا ضروريًا جداً لفهم المسيحية فهمًا دقيقاًَ. وعلى هذا النحو, تعتقد الكثير من النسويات المسيحيات أن الله لا يميز في ما بين الناس على أساس الخصائص المحددة بيولوجيًا، مثل الجنس والعرق، بل خلق جميع البشر ليعيشوا في وئام ومساواة، بغض النظر عن العرق أو الجنس. دعت النسويات المسيحيات، على نحو عام، إلى مناهضة الجوهرية كجزء من نظم اعتقادهن، معترفات بأن الهويات الجنسية لا تستلزم مجموعة معينة من السمات الشخصية.
في عقيدة الطائفة البروتستانتية تختلف عن اي طوائف اخرى. حيث ان داخل الكنيسة البروتستانتية تكتسب المرأة المزيد من المناصب القيادية داخل الكنيسة، إذ كانت لبعض الطوائف الحرية في الدعوة إلى وجود قيادة أنثوية (مثل: الكاثوليكية والارذوكسية الذي يجعل المرأة تلعب دورها كراهبة او كشماسة داخل الكنيسة). وتُعيَّن النساء كرجال دين، في الطائفة البروتستانتية. أيضًا بعض الطوائف الدينية المحافظة، ككنيسة الناصريين وجمعيات الرب، توسم النساء كقساوسة. على الرغم من ذلك، فإن الكنيسة الكاثوليكية الرومانية، والكنيسة الأرثوذكسية الشرقية، والجمعية المعمدانية الجنوبية (أكبر طائفة بروتستانتية في الولايات المتحدة)، وكنيسة يسوع المسيح لقديسي الأيام الأخيرة (كنيسة قديسي الأيام الأخيرة)، وكنائس كثيرة في الحركة الإنجيلية الأمريكية، تمنع النساء من مباشرة مناصب رجال دين. تعتقد بعض النسويات المسيحيات أنه مع حصول النساء على فرصة أكبر لتلقي التعليم الديني، فسيكون لهن تأثير أكبر على كيفية تفسير الأسفار المقدسة من قبل أولئك الذين يحرمون النساء من الحق في أن يصبحن قساوسة.

### الإسلام
النسوية الإسلامية هي شكل من أشكال النسوية التي تهتم بدور المرأة في الإسلام، وتهدف إلى تحقيق المساواة الكاملة لجميع المسلمين، بغض النظر عن جنسهم، في الحياة العامة والخاصة. تدافع النسويات المسلمات عن حقوق المرأة والمساواة بين الجنسين والعدالة الاجتماعية؛ بالاستناد إلى الإطار الإسلامي. وعلى الرغم من الإنطلاق من أصول إسلامية، فإن رواد الحركة النسوية استخدموا خطابات النسوية العلمانية والأوروبية أو غير المسلمة، ويعتبرون النسوية الإسلامية جزءًا من حركة نسوية عالمية متكاملة. يسعى دعاة الحركة إلى تسليط الضوء على تعاليم المساواة المتجذرة بعمق في القرآن، وتعزيز التشكيك في التفسيرات الذكورية الأبوية للتعاليم الإسلامية من خلال القرآن (الكتاب المقدس في الإسلام)، والحديث النبوي (أقوال النبي محمد) والشريعة (القوانين الإسلامية)، تجاه خلق مجتمع أكثر مساواة وعدلا. يتم ذلك من خلال الدعوة إلى استقلال المرأة بما يتماشى مع مبدأ القرآن. أسست اللاهوتيات النسويات مثل عزيزة الهبري -أستاذة القانون بجامعة ريتشموند- «حركة كرامة: محاميات مسلمات من أجل حقوق الإنسان». وقد كان هناك شكل آخر من أشكال المطالبة بالحقوق من خلال السلطة؛ وهو أن بعض الدول ذات الأغلبية المسلمة قد ترأست النساء فيها منصب رئيس الدولة، مثل بينظير بوتو من باكستان، ورئيسة الوزراء مام ماديور بوي من السنغال، ورئيس الوزراء تانسو تشيلر من تركيا، والرئيسة الإندونيسية ميجاواتي سوكارنوبوتري من إندونيسيا. كانت بنغلاديش (وهي بلد غالبية سكانها مسلمة) أول دولة في العالم أجمع تنتخب على التوالي نساء كرؤساء للدولة، كانت الأولى هي خالدة ضياء والثانية هي شيخة حسينة واجد. يُستخدم اللاهوت النسوي في الإسلام أيضًا لتعزيز الصلة الروحية بالمسلمات عندما يتعرضن لصدمات شديدة، ولتعزيز حقوق الإنسان بشكل عام وحقوق النساء بصورة خاصة. يعَد كتاب فاطمة مرنيسي «ملكات الإسلام المنسيّات» جزءًا مهمًا في اللاهوت النسوي للإسلام، وكيف أنه يرتبط بدولة غير غربية. ومن بين اللاهوتيات النسويات الآخريات رفعت حسن وأمينة ودود وأسماء بارلاس. استُخدم اللاهوت النسوي في التعليم، وفي إعادة تأطير الدين، وفي تشكيل قاعدة أولية من أجل السلام، وفي النهوض بحقوق المرأة في المجال التشريعي وفي المجتمع.